# 羅致政
羅 致政（ら ちせい、ルオ ジージェン、1964年〈民国53年〉11月17日 - ）は、中華民国（台湾）の政治学者、国際関係学者、政治家。民主進歩党所属の元立法委員。

## 経歴
2000年、外交部研究設計委員会の主任委員を務めた。
2010年、新北市長選挙に出馬した蔡英文の政策部長とスポークスパーソンを務めた。
2012年の第8回立法委員選挙で新北市第七選挙区から立候補したが、わずか2000票の僅差で敗れ、落選した。同年、民進党新北市党部主任委員に就任した。
2016年の第9回立法委員選挙でも新北市第七選挙区から立候補し、初当選した。2020年の第10回立法委員選挙でも再選された。
2024年の第11回立法委員選挙では、国民党候補にわずか3000票の僅差で敗れ、落選した。

## 選挙記録
| 年度 | 選挙               | 選挙区           | 所属政党   | 得票数 | 得票率 | 当選 | 注釈 |
| ---- | ------------------ | ---------------- | ---------- | ------ | ------ | ---- | ---- |
| 2012 | 第8回立法委員選挙  | 新北市第七選挙区 | 民主進歩党 | 71,207 | 42.82% |      |      |
| 2016 | 第9回立法委員選挙  | 新北市第七選挙区 | 民主進歩党 | 82,544 | 53.61% |      |      |
| 2020 | 第10回立法委員選挙 | 新北市第七選挙区 | 民主進歩党 | 82,764 | 46.95% |      |      |
| 2024 | 第11回立法委員選挙 | 新北市第七選挙区 | 民主進歩党 | 75,841 | 44.76% |      |      |